# Faustball-Europameisterschaft der Frauen 2009
Die 11. Faustball-Europameisterschaft der Frauen fand 2009 in Zofingen (Schweiz) gleichzeitig mit der Europameisterschaft 2009 für U21-Mannschaften statt. Die Schweiz war zum dritten Mal Ausrichter der Faustball-Europameisterschaft der Frauen. Die Schweiz gewann das Turnier nach einem 3:1-Sieg über Österreich. Das deutsche Team belegte den dritten Platz.

## Teilnehmer
Von den europäischen Mitgliedsnationen der International Fistball Association nahmen 2009 fünf Nationen (Regionen) an den Europameisterschaften der Frauen in Zofingen teil.
- Deutschland (Titelverteidiger)
- Italien
- Österreich
- Schweiz (Gastgeber)
- Katalonien

## Vorrunde
| Rang | Team        | Sätze | Ballverh. | Punkte |
| ---- | ----------- | ----- | --------- | ------ |
| 1.   | Österreich  | 8:1   | 121:48    | 8:0    |
| 2.   | Schweiz     | 7:2   | 89:59     | 6:2    |
| 3.   | Deutschland | 4:4   | 69:56     | 4:4    |
| 4.   | Italien     | 2:6   | 33:80     | 2:6    |
| 5.   | Katalonien  | 0:8   | 33:88     | 0:8    |

Spielergebnisse
| 14.08.2009 | Schweiz     | – | Katalonien  | 2:0 | (11:4, 11:3)        |
| 14.08.2009 | Deutschland | – | Italien     | 2:0 | (11:3, 11:3)        |
| 14.08.2009 | Schweiz     | – | Italien     | 2:0 | (11:1, 11:4)        |
| 14.08.2009 | Österreich  | – | Katalonien  | 2:0 | (11:2, 11:4)        |
| 14.08.2009 | Schweiz     | – | Österreich  | 1:2 | (4:11, 13:11, 6:11) |
| 14.08.2009 | Deutschland | – | Katalonien  | 2:0 | (11:3, 11:3)        |
| 14.08.2009 | Österreich  | – | Deutschland | 2:0 | (11:5, 11:6)        |
| 14.08.2009 | Italien     | – | Katalonien  | 2:0 | (11:6, 11:8)        |
| 14.08.2009 | Schweiz     | – | Deutschland | 2:0 | (11:5, 11:9)        |
| 14.08.2009 | Österreich  | – | Italien     | 2:0 | (11:4, 11:4)        |

## Qualifikationsspiel für das Spiel um Platz 3
| 15.08.2009 | Italien | – | Katalonien | 3:0 | (11:6, 11:8, 11:3) |

## Halbfinale
| 15.08.2009 | Schweiz | – | Deutschland | 3:1 | (11:7, 11:7, 6:11, 11:6) |

## Platzierungs- und Finalspiele
| Spiel um Platz 3 | Spiel um Platz 3 | Spiel um Platz 3 | Spiel um Platz 3 | Spiel um Platz 3 | Spiel um Platz 3         | Spiel um Platz 3 | Spiel um Platz 3 |
| ---------------- | ---------------- | ---------------- | ---------------- | ---------------- | ------------------------ | ---------------- | ---------------- |
| 15.08.2009       | Deutschland      | –                | Italien          | 3:0              | (11:2, 11:7, 11:4)       |                  |                  |
| Finale           |                  |                  |                  |                  |                          |                  |                  |
| 15.08.2009       | Österreich       | –                | Schweiz          | 1:3              | (9:11, 3:11, 11:6, 8:11) |                  |                  |

## Endergebnis
| Platz | Land        | Flagge      | Code  |
| ----- | ----------- | ----------- | ----- |
| 1.    | Schweiz     | Schweiz     | SUI   |
| 2.    | Österreich  | Osterreich  | AUT   |
| 3.    | Deutschland | Deutschland | GER   |
| 4.    | Italien     | Italien     | ITA   |
| 5.    | Katalonien  | Katalonien  | ES-CT |